# Despacho múltiplo
Despacho múltiplo (ou multimétodos) é a característica de algumas linguagens orientadas a objeto em que uma função ou método pode ser lançado dinamicamente baseado no tipo de tempo de execução (dinâmico) de mais de um de seus argumentos. Isto é uma extensão do polimorfismo de despacho único onde uma chamada de método é despachada dinamicamente baseada no tipo derivado do objeto atual sobre o qual o método foi chamado. O despacho múltiplo generaliza o despacho dinâmico para trabalhar com uma combinação de dois ou mais objetos.

## Entendendo o despacho
Desenvolvedores de software de computador normalmente organizam o código fonte em blocos chamados variadamente de subrotinas, procedimentos, subprogramas, funções ou métodos. O código na função é executado pela sua chamada - executando um pedaço de código que referencia seu nome. Isto transfere o controle temporariamente para a função chamada. Quando a execução da função é concluída, o controle normalmente é devolvido para a instrução no chamador que segue a referência.
Nomes de função normalmente são escolhidos de forma a serem descritivos do propósito da função. Algumas vezes é desejável fornecer a várias funções o mesmo nome, frequentemente porque elas realizam, conceitualmente, tarefas similares, mas operam sobre tipos de dados de entrada diferentes. Em tais casos, a referência de nome no local da chamada da função não é suficiente para identificar o bloco de código a ser executado. Em vez disso, o número e o tipo dos argumentos para a chamada da função também são usados para selecionar entre várias implementações da função.
Nas linguagens de programação orientadas a objeto "convencionais", isto é, de despacho simples, quando invoca-se um método ("enviando uma mensagem" em Smalltalk, "chamando uma função membro" em C++), um de seus argumentos é tratado de maneira especial e usado para determinar qual dos (potencialmente muitos) métodos com aquele nome deve ser aplicado. Em muitas linguagens, o argumento "especial" é indicado sintaticamente. Por exemplo, um número de linguagens de programação colocam o argumento especial antes de um ponto ao fazer uma chamada de método: especial.metodo(outros, argumentos, aqui), de modo que leao.chamada() produziria um rugido, pardal.chamada() produziria um pio.
Em contraste, em linguagens com despacho múltiplo, o método escolhido é simplesmente aquele cujos argumentos correspondem com o número e tipo da chamada da função. Não há argumento "especial" que "possui" a função/método executado em uma chamada particular.
O Common Lisp Object System (CLOS) é um antigo e bem conhecido exemplo de despacho múltiplo.

### Tipos de dados
Quando trabalha-se com linguagens que discriminam os tipos de dados em tempo de compilação, a seleção entre as alternativas pode ocorrer em tempo de compilação. A criação de tais funções alternativas em tempo de compilação é geralmente referido como sobrecarga.
Em linguagens de programação que discriminam os tipos de dados em tempo de execução, a seleção entre as alternativas pode ocorrer em tempo de execução, baseado nos tipos determinados dinamicamente dos argumentos. Funções cujas implementações alternativas são selecionadas dessa forma são chamadas multimétodos.
Há um custo computacional associado às chamadas de função dinamicamente despachadas.

## Uso em diferentes linguagens

### Java
Em uma linguagem com despacho único como Java, o código pode ser estruturado da seguinte forma:
```
 
abstract
 
class
 
Coisa
 
{

     
/** tornando este método não abstrato não mudaria a demonstração */

     
public
 
abstract
 
void
 
colideCom
(
Coisa
 
outra
);

 
}

 

 
class
 
Asteroide
 
extends
 
Coisa
 
{

     
public
 
void
 
colideCom
(
Coisa
 
outra
)
 
{

         
if
 
(
outra
 
instanceof
 
Asteroide
)
 
{

             
// trata colisão Asteroide-Asteroide

         
}

         
else
 
if
 
(
outra
 
instanceof
 
Espaconave
)
 
{

             
// trata colisão Asteroide-Espaconave

         
}

     
}

 
}

 

 
class
 
Espaconave
 
extends
 
Coisa
 
{

     
public
 
void
 
colideCom
(
Coisa
 
outra
)
 
{

         
if
 
(
outra
 
instanceof
 
Asteroide
)
 
{

             
// trata colisão Espaconave-Asteroide

         
}

         
else
 
if
 
(
outra
 
instanceof
 
Espaconave
)
 
{

             
// trata colisão Espaconave-Espaconave

         
}

     
}

 
}

```

### Common Lisp
Em uma linguagem com despacho múltiplo como Common Lisp, o código pode ser estruturado da seguinte forma:
```
 
(
defmethod
 
colide-com
 
((
x
 
asteroide
)
 
(
y
 
asteroide
))

   
;; trata colisão Asteroide-Asteroide

   
)

 
(
defmethod
 
colide-com
 
((
x
 
asteroide
)
 
(
y
 
espaconave
))

   
;; trata colisão Asteroide-Espaconave

   
)

 
(
defmethod
 
colide-com
 
((
x
 
espaconave
)
 
(
y
 
asteroide
))

   
;; trata colisão Espaconave-Asteroide

   
)

 
(
defmethod
 
colide-com
 
((
x
 
espaconave
)
 
(
y
 
espaconave
))

   
;; trata colisão Espaconave-Espaconave

   
)

```

Note que o teste explícito e a conversão de tipo não é usada.

### C++
O despache múltiplo difere da sobrecarga de métodos em C++ já que é feito em tempo de execução a partir dos tipos dinâmicos dos argumentos, ao invés de em tempo de compilação a partir dos tipos estáticos dos argumentos. Autor do C++, Bjarne Stroustrup discutiu o tema e propôs alternativas para o C++.

### Python
Em linguagens que não suportam despacho múltiplo na definição da linguagem ou a nível sintático, é geralmente possível adicionar a funcionalidade através de uma extensão da biblioteca. por exemplo, o módulo multimethods.py do Python prove a funcionalidade ao estilo CLOS sem a mudança da sintaxe da linguagem.
```
from
 
multimethods
 
import
 
Dispatch

from
 
objetos_do_jogo
 
import
 
Asteroide
,
 
Espaconave

from
 
comportamentos_do_jogo
 
import
 
AEFunc
,
 
EEFunc
,
 
EAFunc
,
 
AAFunc

colide
 
=
 
Dispatch
()

colide
.
add_rule
((
Asteroide
,
 
Espaconave
),
 
AEFunc
)

colide
.
add_rule
((
Espaconave
,
 
Espaconave
),
 
EEFunc
)

colide
.
add_rule
((
Espaconave
,
 
Asteroide
),
 
EAFunc
)

colide
.
add_rule
((
Asteroide
,
 
Asteroide
),
 
AAFunc
)

# ...posteriormente...

colide
(
objeto1
,
 
objeto2
)

```

Funcionalmente, isto é muito similar ao exemplo CLOS, mas a sintaxe é do Python convencional.
Usando decoradores do Python 2.4, Guido van Rossum produziu uma implementação modelo de multimétodos com uma sintaxe simplificada:
```
@multimethod
(
Asteroide
,
 
Asteroide
)

def
 
colide
(
a
,
 
b
):

    
"""Comportamento para colisão asteroide e asteroide"""

    
# ...define...

@multimethod
(
Asteroide
,
 
Espaconave
)

def
 
colide
(
a
,
 
b
):

    
"""comportamento para colisão asteroide e espaconave"""

    
# ...define...

```

### Julia
Julia é uma linguagem dinâmica orientada para programação numérica, estruturada sobre despachos múltiplos desde sua concepção. Sua sintaxe é simples e legível e, no exemplo acima, o código seria estruturado como:
```
function
 
colide_com
(
 
x
 
::
 
Asteroide
,
 
y
 
::
 
Asteroide
 
)

    
# trata colisão Asteroide-Asteroide

end

function
 
colide_com
(
 
x
 
::
 
Asteroide
,
 
y
 
::
 
Espaconave
 
)

   
# trata colisão Asteroide-Espaconave

end

function
 
colide_com
(
 
x
 
::
 
Espaconave
,
 
y
 
::
 
Asteroide
 
)

   
# trata colisão Espaconave-Asteroide

end

function
 
colide_com
(
 
x
 
::
 
Espaconave
,
 
y
 
::
 
Espaconave
 
)

   
# trata colisão Espaconave-Espaconavee

end

```